# Calcutta and South Eastern Railway
| Calcutta and South Eastern Railway | Calcutta and South Eastern Railway |
| ---------------------------------- | ---------------------------------- |
| Streckenlänge:                     | 45 km                              |
| Spurweite:                         | 1676 mm (Kolonialspur)             |
|                                    |                                    |

Die Calcutta and South Eastern Railway (abgekürzt CSER) war eine private Eisenbahngesellschaft in Indien. Sie wurde 1859 gegründet, um Kalkutta in südöstlicher Richtung mit Port Canning am Matlah River zu verbinden. Die 45 km lange Strecke in indischer Breitspur wurde 1863 fertiggestellt. Es war die erste Eisenbahnstrecke am Ostufer des Hooghly River.
Zum Jahresende 1864 verfügte die Gesellschaft über 6 Dampflokomotiven, 42 Personen- und 157 Güterwagen.
1868 wurde die durch Überschwemmungen und andere Probleme in wirtschaftliche Schwierigkeiten geratene CSER verstaatlicht und an die Eastern Bengal Railway (EBR) verpachtet. Sie war die erste Eisenbahngesellschaft, die von der indischen Regierung übernommen wurde.
Nach der Übernahme der EBR durch den Staat wurde die CSER 1887 komplett in die Eastern Bengal State Railway eingegliedert.